# Roca Entravessada
Roca Entravessada je hora v Pyrenejích, vysoká 2928 metrů. Její prominence je 100 metrů. Nachází se na hranici Andorry (farnost La Massana) a Španělska (comarca Pallars Sobirà). Je druhou nejvyšší horou Andorry po Coma Pedrosa. Geologicky je tvořena převážně svorem z období paleozoika. Vrchol hory je nejsnáze přístupný ze španělské vesnice Alins a nedaleko něj se nacházejí jezera Estanys Forcats. Roca Entravessada tvoří západní hranici chráněného území Parc Natural Comunal de les Valls del Comapedrosa. Název hory znamená v katalánštině „křivá skála“.